# Eva Ledesma
Eva Ledesma Calvet (* 22. September 1980 in Lleida, Katalonien) ist eine ehemalige spanische Duathletin und Triathletin.

## Werdegang
Ledesma hat Musik an der Universität Lleida studiert. Sie betreibt Triathlon seit 2005 und lebte in Las Palmas de Gran Canaria. 2009 wurde sie Triathlon-Staatsmeisterin auf der Kurzdistanz.
2010 wurde sie Vierte bei den Triathlon-Europameisterschaften auf der Langdistanz und 2011 in Finnland Fünfte. Im Juni 2011 stürzte sie beim Rennen in Zarautz und zog sich einen Bruch des Schlüsselbeins zu.
Seit 2014 trat sie lange Zeit nicht mehr international in Erscheinung. Im Juli 2017 wurde die 37-Jährige Dritte bei der Triathlon-Staatsmeisterschaft auf der Sprintdistanz. Seit 2021 tritt sie nicht mehr international in Erscheinung.
Eva Ledesma Calvet lebt mit ihrem Mann  in ihrem Geburtsort Lleida.

## Sportliche Erfolge
| Datum/Jahr    | Rang | Wettbewerb                                           | Austragungsort    | Zeit     | Bemerkung |
| ------------- | ---- | ---------------------------------------------------- | ----------------- | -------- | --- |
| 23. Juli 2017 | 3    | ESP Triathlon National Championships                 | Banyoles          | 01:00:59 | Staatsmeisterschaft Sprintdistanz                                                                                   |
| 19. Mai 2013  | DSQ  | ETU Middle Distance Triathlon European Championships | Barcelona         | –        | |
| 10. Nov. 2012 | 5    | Ironman 70.3 Lanzarote                               | Lanzarote         | 04:49:24 | |
| 4. März 2012  | 2    | Valencia LD                                          | Valencia          | 04:48:24 | Zweite bei der Erstaustragung auf der Mitteldistanz (Spanische Meisterschaft), hinter ihrer Landsfrau Marta Jiménez |
| 9. Okt. 2011  | 2    | Ocean Lava Lanzarote Triathlon                       | Lanzarote         | 04:57:30 | Zweite auf der Mitteldistanz hinter der Dänin Michelle Vesterby                                                     |
| 29. Mai 2011  | 1    | Half Challenge Barcelona                             | Barcelona         | 04:19:09 | [ 5 ] |
| 8. Mai 2011   | 2    | Volcano Triathlon                                    | Puerto del Carmen | 02:12:31 | Zweite hinter der Britin Rachel Joyce                                                                               |
| 29. Apr. 2011 | 1    | Challenge Fuerteventura                              | Fuerteventura     | 04:47:14 | Siegerin auf der Halbdistanz bei der Erstaustragung vor der Ungarin Erika Csomor                                    |
| 10. Apr. 2011 | 1    | Triatlón de Elche                                    | Elche             | 04:31:55 | Siegerin auf der Mitteldistanz                                                                                      |
| 1. Mai 2010   | 1    | Volcano Triathlon                                    | Puerto del Carmen | 02:17:14 | Siegerin auf der olympischen Distanz bei der 26. Austragung auf Lanzarote                                           |
| 25. Apr. 2010 | 1    | Triatlón de Elche                                    | Elche             | 04:21:18 | Siegerin auf der Mitteldistanz (1,9 km Schwimmen, 90 km Radfahren und 21 km Laufen)                                 |
| 2009          | 1    | ESP Triathlon National Championships                 | Spanien           |          | |

| Datum/Jahr    | Rang | Wettbewerb                                         | Austragungsort  | Zeit     | Bemerkung                                           |
| ------------- | ---- | -------------------------------------------------- | --------------- | -------- | --------------------------------------------------- |
| 21. Aug. 2011 | 5    | ETU Long Distance Triathlon European Championships | Tampere         | 06:33:00 |                                                     |
| 26. Juni 2010 | 4    | ETU Long Distance Triathlon European Championships | Vitoria-Gasteiz | 06:42:33 | Triathlon-Europameisterschaften auf der Langdistanz |

| Datum/Jahr    | Rang | Wettbewerb                          | Austragungsort | Zeit     | Bemerkung                                        |
| ------------- | ---- | ----------------------------------- | -------------- | -------- | ------------------------------------------------ |
| 10. Apr. 2021 | 6    | ESP Duathlon National Championships | Avilés         | 01:04:37 | hinter Sara Guerrero Manso                       |
| 27. Apr. 2013 | 5    | ESP Duathlon National Championships | Spanien        | 02:14:38 |                                                  |
| 20. Mai 2007  | DNF  | ITU Duathlon World Championships    | Győr           | –        |                                                  |
| 8. Okt. 2006  | 14   | ETU Duathlon European Championships | Rimini         | 02:10:11 |                                                  |
| 26. Sep. 2005 | 13   | ITU Duathlon World Championships    | Newcastle      | 02:21:05 | Duathlon-Weltmeisterschaften auf der Kurzdistanz |

(DNF – Did Not Finish; DSQ – Disqualifiziert)